# When Heaven and Earth Changed Places
When Heaven and Earth Changed Places es una memoria escrita por la vietnamita-estadounidense Le Ly Hayslip sobre sus experiencias durante la Guerra de Vietnam, su escape a los Estados Unidos y su regreso a Vietnam 16 años después. El libro fue coescrito por Jay Wurts, un editor y escritor de Los Ángeles.

## Resumen del argumento
El libro inicia narrando la infancia de Hayslip en una pequeña villa, llamada Ky La, en el centro de Vietnam. La villa se encontraba en el límite entre Vietnam del Sur y Vietnam del Norte, por lo que era un área de constante lucha. Hayslip y sus amigos ayudaban al Vietcong como vigilantes. Sin embargo, los survietnamitas descubrieron esto, la arrestaron y la torturaron. Después de que fue liberada, los Vietcong desconfiaban de ella y la condenaron a muerte. Sin embargo, en lugar de matarla, dos jóvenes soldados la violan.
Hayslip huye a Đà Nẵng, en donde durante varios años trabaja como empleada doméstica, traficante, mesera, enfermera e incluso llega a prostituirse en una ocasión. Mientras trabajaba para una familia vietnamita adinerada, Hayslip tiene relaciones sexuales con su patrón, Anh, y queda embarazada. Aunque trata de abortar, Hayslip da a luz a un niño cuando tenía sólo 15 años. Varios años después, se casa con un contratista estadounidense, Ed Mundro, con quien tiene otro hijo. En 1970, poco después de cumplir 20 años, Hayslip se muda a San Diego (California) junto a Mundro.
La familia de Hayslip es casi destruida por la guerra. Uno de sus hermanos fue a Hanói para unirse al Vietcong y no vio a su familia durante 20 años; otro murió al explotar una mina terrestre; los norvietnamitas presionaron a su padre para obligarla a sabotear a los survietnamitas y en prefiere suicidarse para salvar a su hija.
El libro narra de manera paralela la historia del viaje que Hayslip realizó a Vietnam en 1986, regresando a su país natal por primera vez en 16 años. Hayslip se reencuentra con el padre de su primer hijo, sus hermanas, su hermano y con su madre. A pesar del tiempo transcurrido desde el final de la guerra, su familia aún temía por ella ya que la tensión de la guerra todavía seguía presente. La memoria termina con una petición para terminar la enemistad entre los vietnamitas y los estadounidenses.

## Recepción
El libro fue alabado por presentar un punto de vista que había sido ignorado anteriormente. Arnold Isaacs de The Washington Post escribió que "para los estadounidenses casi siempre los campesinos vietnamitas eran parte del paisaje de la guerra, nada más."
El libro también fue alabado por su mensaje sobre la guerra. El escritor David K. Shipler comentó en The New York Times que "si Hollywood tiene el valor para hacer una película basada en este libro, tal vez entonces los estadounidenses puedan reconciliarse con la tragedia en Vietnam." Asimismo, Arnold Isaacs escribió que "nadie debería perderse el libro, especialmente aquellos que todavía piensan que hay algo noble o glorioso en la guerra."

## Adaptación cinematográfica
En 1993, Oliver Stone realizó una adaptación cinematográfica del libro, la cual fue titulada El cielo y la tierra. Anteriormente Stone había realizado dos películas sobre la guerra de Vietnam: Platoon y Nacido el 4 de julio. Stone ganó el Óscar al mejor director por éstas películas y creía que su visión sobre la guerra de Vietnam estaría incompleta sin mostrar la perspectiva de los vietnamitas.